# Luby-Betmont
Luby-Betmont település Franciaországban, Hautes-Pyrénées megyében. Lakosainak száma 105 fő (2022. január 1.). Luby-Betmont Lubret-Saint-Luc, Lamarque-Rustaing, Mun, Osmets, Vidou és Villembits községekkel határos.

## Népesség
A település népességének változása:
| Lakosok száma | 99   | 102  | 107  | 107  | 110  | 111  | 109  | 107  | 105  |
|               | 2013 | 2015 | 2016 | 2017 | 2018 | 2019 | 2020 | 2021 | 2022 |